# Pychtino (stanice metra v Moskvě)
Pychtino (rusky Пыхтино) je stanice moskevského metra na Kalininsko-Solncevské lince, která byla zprovozněna dne 6. září 2023 v rámci úseku Rasskazovka - Aeroport Vnukovo. Je pojmenována po osadě, v blízkosti které se nachází. Je to druhá polopodzemní stanice jak na lince tak i v celém moskevském metru (po stanici Mičurinskij prospekt). 

## Charakter stanice
Stanice Pychtino se nachází v městském okresu Vnukovskoje (Внуковское) podél Borovského šosse (Боровское шоссе) u jeho křížení s ulicí Ljotčika Gricevca (Улица Лётчика Грицевца) v blízkosti stejnojmenné osady i obytného komplexu Solncevo-Park. Stanice disponuje jedním povrchovým vestibulem, jehož východy směřují jednak k Borovskému šosse (na opačnou stranu silnici je možné dostat se po nadchodu), ulicím Ljotčika Gricevca (kde jsou zastávky veřejné dopravy), Aviakonstruktora Petljakova (Авиаконструктора Петлякова), Ljotčika Uljanina (Летчика Ульянина), k chrámu Alexandra Něvského, k osadě Pychtino i k údolí řeky Likova a Likovskému rybníku.  
Design stanice určují dvě skutečnosti - nachází se ve složitém terénu a v jejím okolí se nachází mnoho ulic, které nesou jména slavných letců. Proto je postavena jako polopodzemní s jednou prosklenou staniční stěnou s výhledem na údolí řeky Likovy. Protější stěna je oranžové barvy a je na ni vyobrazeno chronologické pásmo s vyobrazeními sovětských letadel - od ANT-3 do Tu-160. Strop zdobí lehké konstrukce v podobě letadlových turbín, prostřednictvím kterých je zajištěno osvětlení stanice. Nad eskalátory je umístěn model letounu Tu-144. 